# BK Inter Bratislava
Der BK AŠK Inter Bratislava ist ein slowakischer Basketballverein aus Bratislava. Mit fünf Meistertiteln in der Slovenská Basketbalová Liga gehört der Klub zu den erfolgreichsten Vereinen des Landes.

## Geschichte
Die Basketballmannschaft entstand 1963 beim TJ Slovnaft Bratislava und trat ab 1966 nach einer Umbenennung als TJ Internacionál Bratislava an. 1979 gewann die Mannschaft die tschechoslowakische Meisterschaft, die in der folgenden Saison verteidigt wurde. 1983 und 1985 folgten weitere Titelgewinne. Nach einem Zusammenschluss mit TJ ZŤS Petržalka gab es 1986 eine erneute Umbenennung nun in TJ Internacionál Slovnaft ZŤS Bratislava.
Nach der Auflösung der Tschechoslowakei traten die nun selbständigen Basketballer ab 1992 als BK AŠK Inter Slovnaft Bratislava an und nahmen ab der Debütsaison 1993 an der slowakischen Meisterschaft teil. 1996 gewann die Mannschaft dort erstmals den Meistertitel, 1999 und 2000 wurde sie hinter Basketbal Pezinok jeweils Vizemeister. 2005 erfolgte eine erneute Umfirmierung in den aktuellen Namen BK AŠK Inter Bratislava.
2011/12 nahm der BK AŠK Inter Bratislava für eine Spielzeit an der tschechischen National Basketball League teil, wurde aber anschließend wieder in der slowakischen Meisterschaft eingegliedert. Dort gewann der Klub 2013, 2014 sowie 2017 und 2019 erneut die slowakische Meisterschaft. 2020 führte der Klub erneut die Liga an, die aufgrund der COVID-19-Pandemie jedoch vorzeitig abgebrochen wurde.